# Megollo Lercari
Megollo Lercari, conosciuto anche come Meneghello o Domenico (Genova, XIII secolo – Genova, XIV secolo), è stato un mercante, nobile e pirata italiano, importante funzionario e commerciante delle colonie genovesi di Pera, Galata e Trebisonda. Egli è famoso per la così nominata "Beffa del Megollo" o "Schiaffo al Lercari".

## Biografia

### Nascita e primi anni
Poco si conosce dei primi anni di vita di Megollo, ma si può presumere che sia nato intorno alla fine del XIII secolo. Egli apparteneva alla nobile famiglia dei Lercari, attivi soprattutto nelle colonie orientali della Repubblica di Genova e la sua vita viene raccontata da Bartolomeo Senarega, cancelliere e annalista ufficiale del Comune di Genova, in una lettera inviata all'umanista napoletano Giovanni Pontano.

### La beffa del Megollo
Nel 1312, Domenico Megollo Lercari, appartenente all’illustre famiglia genovese dei Lercari, intraprese una missione diplomatica presso la corte dell’Impero di Trebisonda, allora entità autonoma, formatasi dopo la Quarta crociata e indipendente da Costantinopoli. Fu accolto con grande onore dall’imperatore Alessio II Comneno e introdotto a corte con segni di favore e stima.
Qualche anno più tardi, secondo alcune fonti nel 1314, secondo altre nel 1316 (anche se il Giustiniani colloca l’episodio erroneamente sotto l’anno 1380), si verificò un grave incidente: durante un momento conviviale, un cortigiano molto vicino all’Imperatore, scherzando con il Lercari, degenerò fino a rivolgergli insulti e infine colpirlo con uno schiaffo. Trattenuto dai presenti, Megollo non poté reagire, ma riferì l’offesa all’Imperatore, il quale gli promise un provvedimento esemplare. Ciononostante, tale punizione non fu mai comminata.

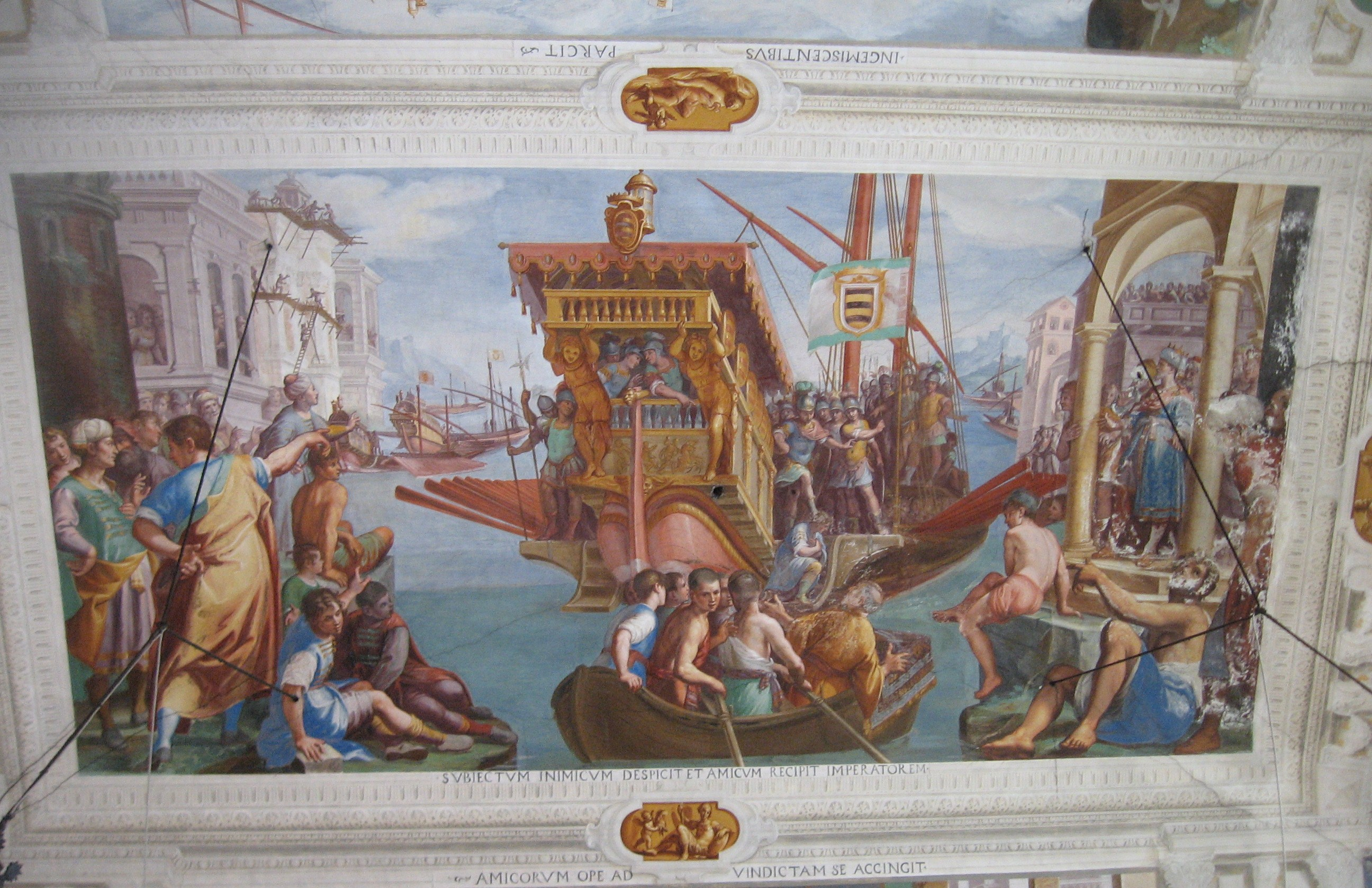
Megollo Lercari umilia il cortigiano Andronico, affresco della volta di Villa Spinola di San Pietro

Offeso e indignato, Lercari lasciò la corte e fece ritorno a Genova. Radunò allora parenti e amici, i quali, indignati a loro volta, decisero di vendicare l’affronto. Fu stabilito un contributo economico da parte di ciascuno per l’allestimento di due galere, con le quali Megollo salpò nuovamente verso il Mar Nero. Da quel momento ebbero inizio una serie di incursioni lungo le coste dell’Impero di Trebisonda: furono colpite le navi e danneggiati i commerci imperiali, causando gravi perdite economiche.
Tra gli atti più feroci, il Lercari faceva amputare naso e orecchie ai prigionieri, conservandone le parti, accuratamente salate, in un grande vaso. La notizia del terrore seminato lungo le coste giunse all’Imperatore, che inviò squadre navali per contrastare l’invasione. Tuttavia, le navi genovesi, più agili e meglio comandate, riportarono sempre la vittoria. In uno di questi assalti, furono catturati un vecchio, di nome Teofrasto (così lo chiama il De Simoni), e i suoi due figli. Era destinato anche a loro il medesimo trattamento riservato agli altri prigionieri, ma le suppliche disperate del padre commossero il Lercari, che concesse la salvezza della famiglia a condizione che il vaso con le membra amputate fosse recapitato direttamente all’Imperatore, accompagnato da un messaggio chiaro: finché non fosse stato consegnato il cortigiano responsabile dell’affronto, le rappresaglie non sarebbero cessate.
Teofrasto si recò dunque alla corte di Alessio II, portando con sé il terribile contenuto del vaso e il messaggio di Megollo. Si dice che, alla vista di quel macabro dono e dopo aver udito le parole del genovese, l’Imperatore fu preso dal terrore e acconsentì alla richiesta. Fece arrestare il cortigiano e lo condusse alla riva, consegnandolo ai genovesi. Di fronte al suo aggressore, Lercari gli sferrò un violento calcio in volto. Mentre il cortigiano, piangendo, implorava pietà, il genovese lo sollevò e gli rivolse queste parole:
«Non sai che i Genovesi non incrudeliscono mai contro le femmine?» Detto ciò, lo fece ricondurre indenne alla corte imperiale.
L’episodio si concluse con un trattato siglato nel 1316, grazie al quale l’Imperatore Alessio concesse ai genovesi una sede più ampia e prestigiosa all’interno del Castel Leone, il controllo su un terzo dei porti imperiali e fondaci, e la Darsena di Trebisonda. Da queste basi, Megollo Lercari promosse la nascita di un importante emporio commerciale, specializzato in spezie e tessuti, che prosperò per lungo tempo sotto l’egida genovese.